# Гельмштедт
Гельмштедт (нім. Helmstedt) — місто в Німеччині, розташоване в землі Нижня Саксонія. Адміністративний центр однойменного району.
Площа — 46,97 км2. Населення становить 25779 ос. (станом на 31.12.2022).

## Персоналії
- Ганс Кребс (1898—1945) — німецький генерал піхоти.